# Astana Tower

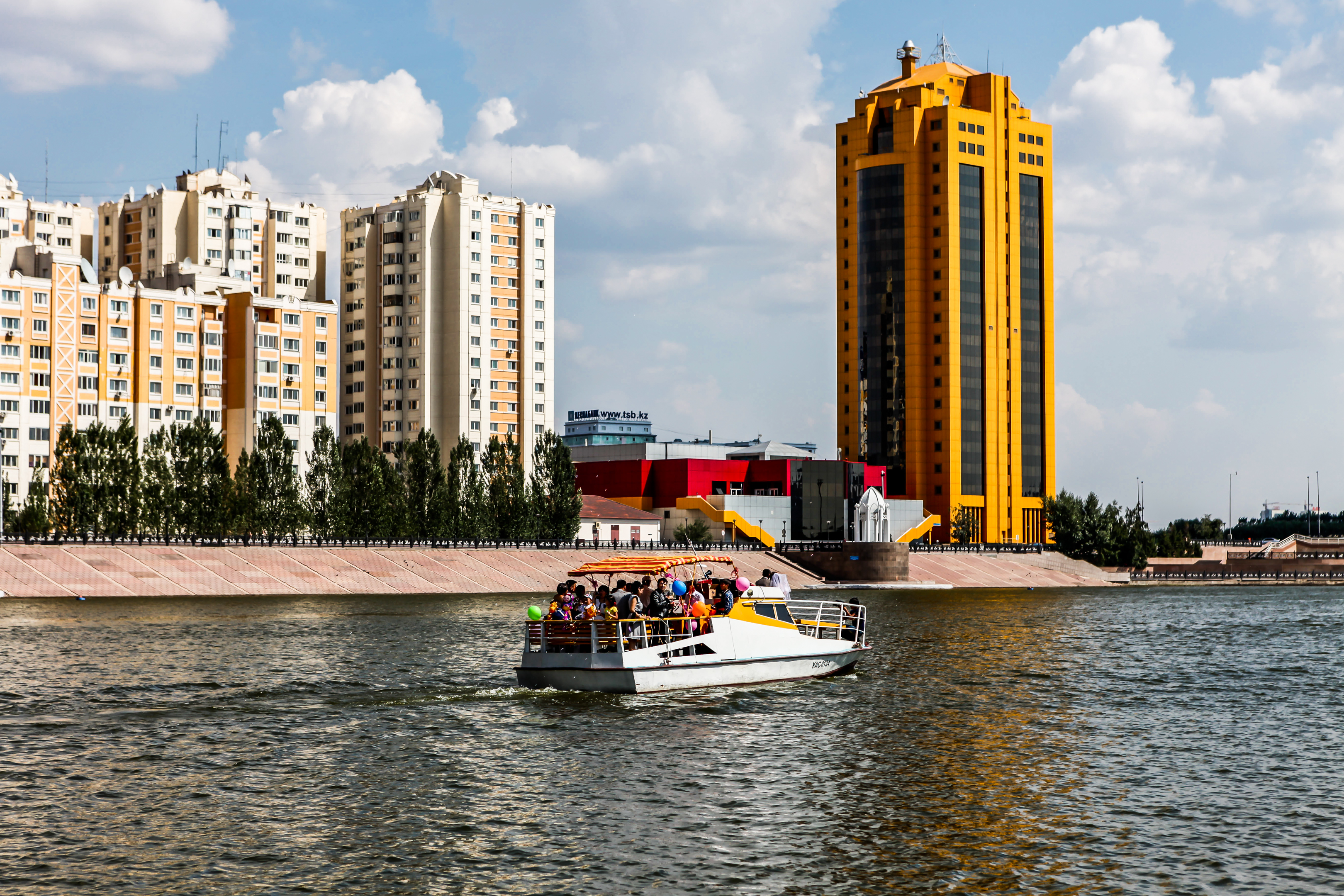
Astana Tower, 2012

Der Astana Tower ist ein Hochhaus in Astana, der Hauptstadt Kasachstans. Es befindet sich am Ufer des Ischim in der Nähe der Botschaft der Russischen Föderation.
Das Gebäude wurde 2001 eröffnet und verfügt über 22 Etagen. Im Astana Tower befindet sich auf drei Etagen ein Shopping Center. Zudem gibt es einen Swimming Pool, ein Fitnessstudio und ein Café.
In den Etagen des Hochhauses, in denen sich Büros befinden, sind unter anderem die Deutsche Gesellschaft für Technische Zusammenarbeit, Air Astana oder die BG Group zu finden.